# Batođucu
Batođucu (jap.: 抜刀術; battō-jutsu), stari naziv za iaiđucu.

## Odlike vještine
Općenito, batođucu se prakticira kao dio klasičnog ryū-a i usko je integriran s tradicijom kenđucua. Prakticira se sa živom oštricom, katanom, često kao samo s jedina kata. Vježba se za borbenu učinkovitost, kroz faktore poput distanciranja, vremena i ciljanja. Kao takav, batođucu nije namijenjen športskim ili "duhovnim" svrhama kao što su moderni budo poput iaida i kenda.

## Vanjske povezice
- Battojutsu Martial Art  Arhivirana inačica izvorne stranice od 5. studenoga 2019. (Wayback Machine)